# Pašilė
Pašilė is een plaats in de gemeente Kelmė in het Litouwse district Šiauliai. De plaats telt 224 inwoners (2001).